# 도요니시촌 (시즈오카현)
도요니시촌(豊西村)은 시즈오카현의 서부, 도요다군·하마나군에 속했던 촌이다. 현재의 하마마쓰시 주오구 북동부에 해당한다.

## 역사
- 1889년 4월 1일 - 정촌제 시행에 의해 도요다군 도요니시촌이 성립하였다.
- 1896년 4월 1일 - 군 개편에 의해 하마나군으로 이행되었다.
- 1951년 4월 1일 - 구 가사이정과 합병해, 새로운 가사이정이 성립하여, 동일 도요니시촌은 폐지되었다.
- 2007년 4월 1일 - 하마마쓰시가 정령지정도시로 승격해 구촌은 히가시구가 되었다.
- 2024년 1월 1일 - 하마마쓰시가 행정구 재편에 수반해 구촌은 주오구가 되었다.

## 참고문헌
- 『가도카와 일본 지명 대사전 22 静岡県』。